# Doggfather
Doggfather è un brano musicale rap di Snoop Doggy Dogg, terzo ed ultimo singolo estratto dal secondo album di Dogg Tha Doggfather.

## Video musicale
Il video, girato completamente in bianco e nero in un locale situato in un palazzo anni '40, mostra Snoop e l'attore David Foley (che qui interpreta il proprietario del locale) mentre discutono di come Snoop e i suoi amici stanno abusando del loro potere, così il proprietario consiglia al rapper: "Snoop Doggy Dogg, get a jobby job!" (frase usata nel video di Gin and Juice dalla madre di Snoop). Appena sentita questa frase, Snoop tira uno schiaffo al proprietario, dando inizio alla canzone. Più tardi, il proprietario tornerà da Snoop dicendogli che non ha alcun rispetto per lui e tenta di mandarlo via, così Snoop usa il suo dito per accendersi una sigaretta.

## Tracce
1. Doggfather
2. Doggfather (Remix)
3. Midnite Love
4. Snoop Bounce (Rock & Roll Remix)